# The Church
The Church ist eine Rockband, die 1980 in Australien gegründet wurde und seitdem musikalisch aktiv ist. War sie in ihren Anfangsjahren vor allem von New Wave und Post-Punk inspiriert, machte sich später ein immer stärkerer Einfluss der 1960er-Psychedelia bemerkbar. Die Band lässt sich so in die „zweite Welle“ des Psychedelic Rock einordnen. 
In ihren neueren Werken sind neben den Einflüssen von Psychedelic Rock auch Elemente aus Space Rock und Progressive Rock auszumachen. Ihr Markenzeichen ist die Verbindung aus der unverwechselbaren, tiefen Stimme des Sängers Steve Kilbey, dessen Liedtexten und dem Zusammenspiel der beiden Gitarristen Peter Koppes und Marty Willson-Piper, die die Gruppe allerdings nach jahrzehntelanger Zugehörigkeit mittlerweile verlassen haben.

## Geschichte

### Die Gründungsphase bis zum ersten Album (1980–1981)
Steve Kilbey und Peter Koppes spielten bereits seit den frühen 1970er Jahren gemeinsam in verschiedenen Glam-Rock-Bands in Sydney, Australien. Im April 1980 taten sie sich mit dem Schlagzeuger Nick Ward zusammen und hatten in dieser Trio-Besetzung einige kleine Auftritte. Ergänzt durch den aus Liverpool stammenden Gitarristen Marty Willson-Piper gründeten sie schließlich The Church (deutsch: Die Kirche). Der Bandname wurde damals eher zufällig gewählt, da es ein Gruppenname war, der ungewöhnlich war, und es keine andere gleichnamige Gruppe gab. Steve Kilbey sagte jedoch einmal, dass sie „alle auf irgendeine Art spirituell seien“, so dass die Namenswahl mutmaßlich nicht zufällig erfolgte. Zu diesem Zeitpunkt war lediglich Peter Koppes gelernter Gitarrist. Steve Kilbey war als Bassspieler „sehr fehleranfällig“ und Marty Willson-Piper „suchte noch seinen Stil und Platz in der Band“.
In dieser Besetzung erstellten sie ein Demoband mit vier Liedern. Aufgrund von Beziehungen aus Steve Kilbeys Zeit mit der Vorgängerband Baby Grande gelang es, das Demoband der australischen Plattenfirma ATV Northern zukommen zu lassen. Während dort in einem Büro das Lied Chrome Injury des Demobandes abgespielt wurde, saß der Chef des Labels, Chris Gilbey, im Büro nebenan und hörte den Song. Begeistert nahm er die Gruppe in Kooperation mit Parlophone/EMI unter Vertrag. Von diesem Demoband hat es nur Chrome Injury auf ein Album geschafft.
Die Studioaufnahmen für das erste Album Of Skins and Heart erfolgten spät im Jahre 1980. Chris Gilbey produzierte und Bob Clearmountain mischte die fertigen Bänder ab. Fast alle Stücke wurden von Steve Kilbey geschrieben. Die erste Singleauskopplung (und allererste Studioaufnahme der Band überhaupt) She Never Said kam im November 1980, noch bevor das Album veröffentlicht war, in Australien heraus, ging aber im Weihnachtsgeschäft unter. Im März 1981 erschienen dann, wiederum auch nur in Australien, das Album und die zweite Single The Unguarded Moment, die in den dortigen Charts bis auf Platz 22 stieg. Aufgrund dieses Erfolges ging die Band auf Australien-Tournee und brach dabei Hausrekorde.
Zum Zeitpunkt der Veröffentlichung des Albums war Nick Ward auf Veranlassung des Managers der Band allerdings schon durch Richard Ploog ersetzt worden. Richard Ploog stammte aus Adelaide und hatte dort als Schlagzeuger gespielt. Diese Besetzung bildete die erste personell stabile Phase der Band.
Aufgrund des Erfolges in Australien wurden auch Plattenfirmen in Europa (Carrere) und in den USA (Capitol Records) auf die Band aufmerksam, so dass dieses Album etwas später auch dort erschien. Es wurde dafür allerdings mit einem anderen Cover versehen, schlicht in The Church umbenannt und enthielt eine leicht veränderte Titelreihenfolge. Fälschlicherweise wurde auf dieser Version Richard Ploog als Schlagzeuger angegeben, obwohl er tatsächlich nur bei einem Lied gespielt hatte. Von The Unguarded Moment erstellte Capitol in den USA eine um eine Minute kürzere Version, mit der die Band sehr unzufrieden war und die zu Spannungen zwischen der Band und dem Label führte.

### The Blurred CrusadeundSing-Songs(1982)
Die ersten Lieder, die in der Besetzung mit Steve Kilbey, Peter Koppes, Richard Ploog und Marty Willson-Piper aufgenommen wurden, erschienen zunächst nicht auf einem Album, sondern als sogenannte Doppel-Single mit fünf Liedern. Darunter Tear It All Away, mit dem die Band eine deutliche Entwicklung hin zu komplexeren Gitarrenstrukturen nahm und mit dem zum ersten Mal der typische The Church-Sound zu hören war. Steve Kilbey fasste diese Entwicklung in den Liner Notes zur Compilation Hindsight mit den Worten zusammen: „Mit diesem Lied begann sich der Sound von The Church zu bilden.“ Mit Sisters erschien die erste Gruppenkomposition.
Beim zweiten Album The Blurred Crusade, das Anfang 1982 veröffentlicht wurde, war Bob Clearmountain wieder der Mixer und er trat diesmal auch als Produzent auf. Es war dabei musikalisch und stilistisch von einer Konsistenz und Komplexität, auf die das Vorgängeralbum nicht annähernd hingedeutet hatte. Die Lieder waren sehr gut abgemischt, die Gitarrenarrangements anspruchsvoller und die Komposition ausgefeilter. Richard Ploogs „weiches“ Schlagzeugspiel, das mehr Betonung auf die Toms legte, passte wesentlich besser zum sich entwickelnden Bandstil als das seines Vorgängers. Mit Almost with You gab es zudem die zweite Hit-Single der Band, die in den australischen Charts bis auf Platz 21 kletterte – sicherlich eines der typischsten Lieder von The Church aus dieser Phase.
Aufgrund des erneuten Erfolges ging die Band auf eine zweite Australien-Tournee. Auch in Europa erschien das Album und verkaufte sich so gut, dass Ende 1982 die erste mehrmonatige Tour durch Europa startete. Die Band hatte 1982 außerdem fünf Demo-Stücke für ihr US-amerikanisches Label Capitol aufgenommen, das The Blurred Crusade nicht veröffentlicht hatte und weitere Aufnahmen der Band hören wollte. Dort konnte man mit diesen Demos jedoch nichts anfangen und ließ die Band fallen.
Steve Kilbey wollte die Lieder trotzdem veröffentlichen und so erschien Ende 1982 in Australien die EP Sing-Songs. Im Vergleich zu The Blurred Crusade war diese EP eher „spartanischer“ instrumentiert und abgemischt. Die EP ging mehr oder weniger unter, wurde später aber zu einer der meistgesuchten Platten der Band. Drei Stücke schafften es im Laufe der Jahre auf Compilations, aber erst 2001 waren mit der Veröffentlichung der CD Sing-Songs / Remote Luxury / Persia alle Stücke wieder auf einem Tonträger in der ursprünglichen Reihenfolge erwerbbar.

### SeanceundRemote Luxury(1983–1984)
Im Mai 1983 wurde Seance veröffentlicht, das dritte Album der Band. The Church produzierte erstmals selbst, der Mix jedoch wurde von Nick Launay durchgeführt. Er mischte über das Schlagzeug, vor allem über die Snare, einen leicht verzerrten, stakkatoartigen Sound, mit dem die Band nicht zufrieden war. Sie forderten Launay auf, die Stücke neu abzumischen, der diese Effekte aber nur ein bisschen zurückdrehte. Man kann das besonders bei der Single Electric Lash sehr deutlich hören. Richard Ploog fand den Sound scheußlich und die Band soll dazu gesagt haben, „dass das Resultat nicht The Church wäre“. Es enthält aber zum Beispiel mit Now I Wonder Why und Fly trotzdem einige Lieder, die als absolut typisch für The Church gelten. Insgesamt kam das Album nicht so gut an wie die Vorgängeralben, weil es düsterer und kryptischer war. Es verkaufte sich schlechter und die Käufer fingen an, das Interesse an der Band zu verlieren. Die Musikpresse in Europa und den USA jedoch war begeistert und das Creem Magazine in den USA betitelte die Band als eine der besten der Welt.
Steve Kilbey schrieb für Seance den Hauptteil der Lieder und hatte dafür insgesamt zwanzig Stücke zu Hause auf seiner 4-Spur-Maschine aufgenommen. Er ermutigte die anderen Bandmitglieder jedoch, eigene Songs zu komponieren. Ihm war klar, dass es auf die Dauer nicht gut gehen kann, wenn die anderen Bandmitglieder immer gesagt bekommen, was sie spielen sollen. Am Ende gelangte aber trotzdem nur ein Stück auf das Album, das nicht nur von ihm geschrieben war: das sehr experimentelle Travel by Thought. Kilbey und Willson-Piper hatten für dieses Album auch das Stück 10,000 Miles gemeinsam komponiert, es wurde vom Plattenlabel jedoch als „unbrauchbar“ angesehen – was Kilbey sehr verärgerte, da er das Lied als essentiellen Bestandteil des Albums ansah. Später kam es dann aber doch noch auf dem Album Remote Luxury heraus.
1984 wurden die beiden EPs Remote Luxury und Persia in Australien veröffentlicht, waren jedoch kommerziell nicht sonderlich erfolgreich. Im Vergleich zu Seance waren die Lieder nicht so düster, sondern poppiger und wurden durch die Keyboards des Gastmusikers Craig Hooper ergänzt. Mit No Explanation gab es sogar so etwas wie einen fröhlichen, lockeren Sommersong. Maybe These Boys ist wiederum eines der atypischsten Stücke der Band und wird in Fankreisen und von der Band als misslungen angesehen. Wieder wurden fast alle Stücke nur von Kilbey geschrieben.
Außerhalb Australiens kamen diese beiden EPs zusammen als ein Album heraus, das den Titel Remote Luxury trug. In den USA war das die erste Veröffentlichung seit dem Debütalbum. Aufgrund des dort geweckten Interesses folgte die erste Tournee durch die USA im Oktober/November 1984. In New York und Los Angeles kamen jeweils 1000 Besucher pro Auftritt, an anderen Orten dagegen teilweise nur 50. Die Tour endete daher finanziell verlustreich.
Insgesamt war die Band 1984 auf ihrem ersten kleineren Tiefpunkt angelangt. Die Erfolge der ersten beiden Alben hatten sich nicht wiederholen lassen und die Kreativität der Band ließ nach. Steve Kilbey ist der Ansicht, Seance und Remote Luxury hätten bessere Alben werden können, als sie es tatsächlich waren. Sein Songwriting sei damals schlechter geworden, die Band habe schlechter gespielt und sie seien in einem Meer von Apathie und nachlassendem Enthusiasmus versunken.
1985 wurde es dann zunächst ruhig um die Band. Die einzelnen Bandmitglieder verbrachten ihre Zeit in Stockholm, Sydney und auf Jamaika. So war die einzige Veröffentlichung des Jahres das erste Solowerk von Steve Kilbey: die Single This Asphalt Eden.

### Heyday(1986)
1986 erschien mit Heyday eine Platte, mit der eine „Vollendung des individuellen Stils“ angestrebt war. Übersetzt bedeutet der Titel etwa Blütezeit oder Hochgefühl und drückt damit treffend aus, dass die Band mit diesem Album ihre volle Kreativität wiedererlangt hatte. Zum ersten Mal wurden fast alle Lieder von der Band gemeinsam geschrieben. Produzent Peter Walsh hatte die Stilelemente geschickt zusammengemischt und einen sehr warmen, organischen Sound produziert. Unterstrichen wurde dies mit dem Ersatz der Keyboards durch echte Streicher und Bläser. Viele Feinheiten der Stücke erschlossen sich erst nach mehrmaligem Anhören. Aus künstlerischer Sicht war es das bis dahin ausgereifteste Album der Band und stilistisch ebnete es den Weg für die nachfolgenden Platten.
Nachdem das Album auch in Europa und den USA herausgekommen war, wurde es von der dortigen Musikpresse als Klassiker bezeichnet. Im April 1986 begann die Band eine mehrmonatige Tournee durch diese Gebiete. Dabei verließ Marty Willson-Piper für eine Woche die Band, so dass der Auftritt am 10. Juni 1986 in Hamburg ohne ihn stattfand. Die Gründe dafür waren Spannungen innerhalb der Band, die sich aufgrund vieler kleiner Frustrationen während der langen Europa-Tournee aufgebaut hatten.
Auch dieses Album war in Australien kommerziell nicht erfolgreich genug und als Folge davon ließ EMI die Band fallen. Die Pläne des Plattenlabels für ein Live-Doppelalbum namens Bootleg wurden ebenfalls gestrichen. Die Situation der Band stellte sich in Australien als zunehmend schwierig heraus. Sie waren in den USA und Europa zu dem Zeitpunkt wesentlich erfolgreicher. Ein Wunsch der Band war es schon seit längerem gewesen, in Europa aufzunehmen – nicht aufgrund besserer technischer Möglichkeiten, sondern wegen der anderen Atmosphäre. Und mit dem Verlust des Vertrages mit EMI ergab sich nun die Möglichkeit, wenn auch nicht in Europa, so doch in den USA: Arista Records nahm die Band 1987 für vier Alben unter Vertrag. Auch andere Plattenlabel hatten Interesse gezeigt, das Angebot von Arista war für die Band jedoch am attraktivsten.

### Starfish(1988)
1988 war das Jahr des großen kommerziellen Erfolges der Band. Mit dem Album Starfish und der Single Under the Milky Way gelang ihr der bisher größte Hit, der weltweit in verschiedensten Charts vertreten war. Die Single war und ist eines der zugänglichsten Lieder, das die Band je geschrieben hat, und kam auch bei einer breiteren Masse an Hörern an. In den USA war es ein Dauerbrenner bei den College-Radiosendern. 1989 wurde es als beste Single mit dem ARIA-Award der Australian Recording Industry Association ausgezeichnet. Der warme, weiche Mix des Liedes kombinierte die sonore Stimme Kilbeys geschickt mit der eingängigen Akkordfolge der Akustikgitarre, dem zurückhaltenden Schlagzeug und der verspielten E-Gitarre. Die ansonsten eher kryptischen Texte Kilbeys erwiesen sich hier als Glücksfall: Der Refrain war mit dem Text „Wish I knew what you were looking for, might have known what you would find“ einerseits offen und interpretierbar. Andererseits hatte er aufgrund seiner Einfachheit sowie der Bilder und Emotionen, die beim Hörer ausgelöst werden konnten, einen hohen Wiedererkennungs- und Identifikationswert.
Dieser große Erfolg kam überraschend, auch wenn die Produzenten das Potential des Liedes erkannt und ihm besonders viel Aufmerksamkeit geschenkt hatten. Kilbey hat mehrfach betont, dass er nicht gezielt Hits schreiben könne. Wenn er wüsste wie es ginge, würde er es tun. Und als er es mal versucht habe, sei es ein totaler Misserfolg gewesen. Er weigert sich jedoch zu sagen, welches Album und welche Stücke er damit meint.
Das Album wurde in Los Angeles von Waddy Wachtel und Greg Ladanyi produziert, aufgenommen und abgemischt. Die Zusammenarbeit mit ihnen war für die Band eine große Herausforderung, da es eine Reihe von Konfliktebenen gab. Kilbey: „Das war australische Hippies gegen Westküsten-Leute, die genau wissen, wie sie die Dinge erledigt haben wollen. Wir waren undisziplinierter als ihnen lieb war.“ Kilbey sieht das aber nicht als Nachteil an, sondern als eine aufgrund dieser Konflikte fruchtbare Zusammenarbeit, die das Album sehr positiv beeinflusst habe: „Ich glaube nicht, dass wir die besten Freunde wurden. Aber das ist nicht das Entscheidende. Entscheidend ist das Album. Die Idee war, all ihr Wissen zu nutzen, um das Album zu machen, das wir schon immer machen wollten.“ Sie waren durch die Produzenten auch dazu gebracht worden, Techniken zu benutzen, die sie vorher vermieden hatten. Unter anderem musste Steve Kilbey Gesangsunterricht nehmen, was seiner Stimme sehr zugutekam. Rückblickend hält Kilbey diese Gesangsstunden für sehr wichtig, weil er dadurch eine Menge darüber lernte, was man mit seiner Stimme machen kann. Er sei bis dahin davon ausgegangen, alles über Gesang zu wissen und nichts dazulernen zu können, so dass er durch diese Erfahrung auch für andere Bereiche eine neue Offenheit an den Tag legte.
Der Aufenthalt der Band in Los Angeles war ein weiterer Aspekt, der das Album stark beeinflusst hat. Dazu Steve Kilbey: „The Church kamen nach Los Angeles und lehnten sich gegen den Ort auf, weil uns niemand wirklich mochte. Ich hasste, wo wir lebten, ich hasste dieses scheußliche rote Auto, mit dem ich auf der falschen Straßenseite herumfahren musste. Ich hasste, dass niemand zu Fuß unterwegs war, und ich vermisste mein Zuhause.“ Und weiter: „Ein Großteil der Texte von Reptile, Lost, Destination und North, South, East, West ist davon beeinflusst.“
Im Vergleich zu den Vorgängeralben konzentrierte sich der Sound von Starfish wieder deutlicher auf die Gitarren. Kilbey: „Die elektrische Gitarre ist das ausdrucksstärkste Instrument, das es gibt. Die ganzen Keyboards, Bläser und Streicher haben unsere vorherigen Alben ruiniert.“ Die Produktion dauerte länger als bei den anderen Alben und die Aufnahmen wurden nach einer langen Probephase von vier Wochen überwiegend live durchgeführt. Ziel war es, den dynamischen Live-Sound der Band so gut wie möglich einzufangen. Aus Sicht der Band wurde dieses Ziel nur zum Teil erreicht. Willson-Piper sagt dazu, dass der entscheidende Unterschied zwischen einem echten Live-Auftritt und dem Versuch, eine entsprechende Atmosphäre auf einem Studioalbum herzustellen, die Tatsache sei, dort zu sein – den Auftritt in dem Moment zu sehen und zu hören, in dem er geschieht. Den Mix des Albums hält die Band insgesamt für nicht so gelungen, da dieser relativ simpel und nicht mehrschichtig sei wie bei Heyday oder Priest=Aura.

### “One straight from the factory” –Gold Afternoon Fix(1990)
Beflügelt vom Starfish-Erfolg ging die Band nach einer äußerst aufreibenden, neunmonatigen Welttournee wieder ins Studio. Arista erwartete ein ebenso erfolgreiches Nachfolgealbum. War Under the Milky Way ein Zufallshit, so wurde diesmal genauer geplant. Der ehemalige Led-Zeppelin-Bassist und -Arrangeur John Paul Jones war an die Band herangetreten und erklärte sich bereit, zu produzieren. Jones galt bereits als höchst innovativer, anspruchsvoller Produzent, der sich auch entsprechend rar machte. Die Band war begeistert, doch die Plattenfirma untersagte ihnen, mit Jones zu arbeiten. Da man den Erfolg von Starfish reproduzieren wollte, sollten The Church erneut im kalifornischen Los Angeles mit Waddy Wachtel aufnehmen.
Das neu entstandene Songmaterial unterschied sich deutlich von den Starfish-Stücken. Es dominierte natürlich wieder das Zusammenspiel der Gitarristen. Statt der dichten, psychedelischen Arrangements auf Starfish erschienen die neuen Stücke durchsichtiger, sparsamer arrangiert. Verstärkt setzten sie Akustikgitarren ein, was zu einem insgesamt sanfteren Klang führte. Dieser wurde jedoch auf einigen Songs mit Ambient-Klangeffekten angereichert, die aus einem David-Lynch-Film hätten stammen können: klirrendes Metall, Windrauschen und quietschende Maschinenteile. Steve Kilbeys Texte hatten diesmal jedoch eine ganz andere Färbung als die von Fernweh und Geheimnis geprägten Texte des Vorgängeralbums. Das Eröffnungsstück Pharoah [sic!] ist eine pechschwarze, kaum verklausulierte Auseinandersetzung mit den Erfolgsmechanismen der Musikbranche. Auch auf anderen Stücken lässt sich ein resignierender Ton feststellen (Monday Morning). Dazu kommen von Science Fiction (Essence) und Drogen (Terra Nova Cain) inspirierte Passagen, die Kilbey frei assoziativ verknüpfte.
Während der Aufnahmen zu dem Album, das Gold Afternoon Fix heißen sollte, wurde mehr und mehr deutlich, dass Schlagzeuger Richard Ploog zu einem Unsicherheitsfaktor geworden war. Alle Bandmitglieder hatten nie ein Geheimnis daraus gemacht, dass Drogen im kreativen Prozess von The Church eine wichtige Rolle spielten. Ploogs Drogenabhängigkeit und ein sich rapide verschlechterndes Verhältnis zu Kilbey führten dazu, dass er von den Aufnahmen praktisch ausgeschlossen wurde. Ploog wurde nicht durch einen Session-Drummer oder eine neue Festbesetzung ersetzt, sondern Wachtel ließ seine Schlagzeug-Sounds sampeln. Aus den digital gespeicherten Drumsounds wurde auf den meisten Liedern die Schlagzeugspur konstruiert. Der offizielle Standpunkt der Band ist heute, dass auch die anderen Mitglieder eher widerwillig an die Arbeit gegangen waren: Willson-Piper war im Begriff, Vater zu werden, und Kilbey war von Beziehungsproblemen gebeutelt.
Das Ergebnis dieser Widrigkeiten ist eine Platte, die weder den Erfolgserwartungen noch den Ansprüchen der Band gerecht wurde. Gold Afternoon Fix warf mit Metropolis und dem zynischen You’re Still Beautiful zwei kleinere Hits ab, die jedoch beide nicht im Entferntesten an den Erfolg von Under the Milky Way und Starfish anschließen konnten. Trotzdem wurden allein in den USA mehr als 200.000 Exemplare des Albums verkauft. Der starke geschäftliche Druck und die privaten Probleme hatten aber ihre Spuren hinterlassen. Bandinterviews aus dieser Zeit zeigten dazu mehr als einmal eine äußerst gereizte Band. Vor allem Steve Kilbey vergraulte durch seine schlichte Weigerung, längere und zusammenhängende Antworten auf Fragen zu geben, zahlreiche Journalisten, was in einem gemischten Presse-Echo resultierte.
Nach der Veröffentlichung ging die Band gut zwei Jahre lang auf Tournee. Richard Ploogs Platz am Schlagzeug übernahm Patti-Smith-Drummer Jay Dee Daugherty (Smiths Karriere hatte seit 1988 geruht). Kilbey bewertete Gold Afternoon Fix schon bald darauf als eine „sehr gewöhnliche, uninspirierte“ Platte. „Sie war irgendwie zusammengeschustert und wir haben sie mit einem Produzenten gemacht, mit dem wir eigentlich nicht arbeiten wollten, wir waren an einem Ort, an dem wir nicht sein wollten; so ist das alles auseinandergefallen und sie war ganz einfach eine miserable Platte.“

### Das Opus Magnum:Priest=Aura(1992)
Die Arbeit am Folgealbum gestaltete sich nach dem Desaster von Gold Afternoon Fix sehr entspannt. Da der Erfolgsdruck nach der kommerziell enttäuschenden Platte eher niedrig war und die Band nicht mehr um jeden Preis einen Hit landen musste, ließ man sie im Wesentlichen unbeobachtet. Jeden Tag traf man sich im Studio 301 in Sydney und improvisierte. Aus einer Vielzahl von Fragmenten, Ideen und Akkordwechseln kristallisierten sich einzelne Songs heraus, an denen dann gefeilt wurde. Willson-Piper schlug dazu vor, die Lieder mit kryptischen Ein-Wort-Namen zu benennen, die dem Hörer schon beim Lesen zum Herstellen von Assoziationen anregen sollten. Über die Improvisationen führte der schottische Produzent Gavin MacKillop Aufsicht. Die Bandmitglieder äußerten sich schon während der Arbeit sehr zufrieden mit Songmaterial und Produktion. Nach drei Monaten war das Album fertiggestellt. Der mysteriöse Titel Priest=Aura (lies: „priest equals aura“) war zufällig entstanden: Ein Spanisch sprechender weiblicher Fan hatte sich mit Kilbey unterhalten und ihm fiel auf, dass die Frau ein englisches Vokabelheft führte, in dem „priest = cura“ eingetragen war. Kilbey hatte „cura“, das spanische Wort für „Priester“ schlicht falsch als „aura“ gelesen. Da die Betitelung der Songs ohnehin frei assoziativ war und Kilbey die Rolle des ungesteuerten Zufalls bei der Entstehung von Texten und Musik stets betonte, passte Priest=Aura ins Konzept.
Priest=Aura übertraf in den Dimensionen jedes bis dahin entstandene The-Church-Album. Es enthielt 14 Songs mit einer durchschnittlichen Spieldauer von gut sechs Minuten, darunter das ausufernde, neunminütige Noise-Experiment Chaos. MacKillop hatte die Band dazu angeregt, die Stücke in absoluter Freiheit aufzubauen und ermutigte sie zu Experimenten. Nicht zu unterschätzen ist der kreative Input von Jay Dee Daugherty, der nicht nur Schlagzeug, sondern auch Bass und Keyboardstimmen beitrug. Sein Spiel unterscheidet sich massiv von Richard Ploogs recht geradlinigem Stil. Daugherty verwendet das Schlagzeug wie ein orchestrales Instrument und spielt sehr detailreich, mit vielen Off-beats und Perkussionsinstrumenten, was die ausgefeilten Gitarrensätze von Koppes und Willson-Piper ergänzt.
Willson-Pipers Spiel hatte eine neue Qualität erreicht, möglicherweise bedingt durch seine Erfahrungen mit der Gruppe All About Eve, bei der er seit 1991 festes Bandmitglied war. Auf deren 1991er Album Touched by Jesus arbeitete Willson-Piper bei zwei Stücken mit David Gilmour zusammen, was diesen Entwicklungssprung erklären könnte. Um auch als Sologitarrist einen orchestralen Sound zu erreichen, hatte Willson-Piper auf Priest=Aura mit verschiedensten Effektgeräten experimentiert. Besonders auffällig ist der Einsatz eines Volume-Pedals, mit dem er Einzelnoten und Akkorde stufenlos ein- und ausblenden konnte und das auf dem Album stilbildend ist. Koppes sorgte hingegen für einen elegischen, streicherartigen Hintergrund und düster-rockige Rhythmen.
Vom Standpunkt eines Major-Labels musste Priest=Aura im Vergleich zu Starfish als Flop gelten. Die Band selbst bezeichnet die Platte jedoch noch heute unverändert als künstlerischen Triumph und definitives The Church-Album. Obwohl die Konzerte recht erfolgreich waren, sollte es bald nach Priest=Aura zum größten Einschnitt der Bandgeschichte kommen. Angesichts der desolaten Finanzlage war Daugherty nicht dazu bereit, festes Mitglied zu werden. Nach der Tour stieg auch Gründungsmitglied Peter Koppes aus. Kilbey mutmaßte: „Er hatte genug. Er hatte die Nase voll. Was letztendlich den Ausschlag gab war, dass wir getourt sind und es war komplett ausverkauft. Jede Nacht ausverkauft. Und dann beenden wir die Tour, es ist trotzdem kein Geld da und Peter fragt sich ‚Warum mach ich das eigentlich?‘ Ich meine auch, dass er glaubte, einen Durchbruch als Solokünstler schaffen zu können, aber ich denke nicht, dass das so gelaufen ist, wie er sich das ausgedacht hatte.“ Einen weiteren sehr wichtigen Grund für den Ausstieg sieht Kilbey in der unterschiedlichen Rezeption der Persönlichkeiten von Koppes und Willson-Piper und wie sich dies in Rezensionen und Artikeln niederschlägt. Koppes ist der eher ruhige und zurückhaltende Typ, während der Showman Willson-Piper vor allem live auf der Bühne auffälliger ist. Konkret zeigte sich diese Rezeption in den Liner Notes zu dem Best-of-Album Almost Yesterday, in denen Koppes vorgehalten wurde, er wäre während der ersten Alben in einer Blues-Band besser aufgehoben und Willson-Piper der entscheidende Gitarrist gewesen. Kilbey betont, dass gerade Koppes in der Anfangszeit der mit Abstand fähigste Musiker von ihnen gewesen sei. Schrieb Kilbey die Songs, war Koppes der Hauptverantwortliche für das Arrangement der früheren Platten.

### Zeit des Übergangs I:Sometime Anywhere(1994)
Zunächst wurde wieder eine Phase mit vielen Solo- und Seitenprojekten eingelegt. Koppes versuchte sich an einer Solokarriere und scharte eine neue Band namens The Well um sich. Mit The Well verwirklichte er nach dem hochkomplexen Priest=Aura eher simple, psychedelische Rocksongs. Willson-Piper nahm mit All About Eve das Album Ultraviolet auf. Es führte die psychedelischen Experimente von Priest=Aura fort, verband sie mit Shoegazing-Elementen und bedeutete für All About Eve den kommerziellen Tod. Kilbey arbeitete mit Grant McLennan an einem zweiten Album von Jack Frost namens Snow Job, das erst 1996 erschien.
Kilbey und Willson-Piper beschlossen, The Church als Zwei-Mann-Projekt unter Einbeziehung von Gastmusikern weiterzuführen. Immer noch mit einem Plattenvertrag im Rücken, bauten sie Songs auf einem neuen Prinzip auf. Jeder Musiker spielte eine Vielzahl von Spuren ein, von denen schließlich eher etwas subtrahiert wurde. Diese Arbeitsmethode verglichen die Musiker mit der Schaffensweise eines Bildhauers. Sie strebten eine Neuerfindung des The-Church-Sounds an – offen für unterschiedliche Stile, freie Songstrukturen und unkonventionelle Instrumentierungen. Marty Willson-Pipers Jugendfreund Andy Dare Mason, der schon dessen Soloalben produziert hatte, ergänzte das Produktionsteam. Zahlreiche Sessionmusiker erweiterten die Klangpalette. Folgenreich sollte die Berufung des neuseeländischen Drummers Tim Powles sein, der schon beim Jack-Frost-Projekt getrommelt hatte und später festes Mitglied von The Church werden sollte.
Obwohl Sometime Anywhere von der Kritik weitgehend positiv aufgenommen wurde, wurde die Fangemeinde durch die Dominanz elektronischer Experimente eher abgeschreckt. Einen Gegensatz zum komplexen Sound der Platte bildete die Tournee. Ursprünglich waren ausgewachsene Konzerte mit Kilbey, Willson-Piper und Gastmusikern an Klavier, Schlagzeug und Violine geplant. Nachdem absehbar war, dass auch Sometime Anywhere floppen sollte, war die Band jedoch ihren Plattenvertrag und die finanzielle Unterstützung los. Kilbey und Willson-Piper zogen daher als Akustikgitarren-Duo durch kleinere Clubs und Kneipen.

### Zeit des Übergangs II – Die Krise:Magician Among the Spirits(1996)
Nach dem Verlust des Plattenvertrages schienen The Church am Ende zu sein. Kilbey und Willson-Piper begannen jedoch auch ohne Vertrag mit neuen Aufnahmen. Das Konzept eines Kernduos mit Gastmusikern wurde fortgesetzt und führte 1996 zu der Veröffentlichung des Albums Magician Among the Spirits auf dem eigenen Label Deep Karma. An diesem Album wirkten unter anderem die Utungan Percussionists, die Geigerin Linda Neil und wiederum Tim Powles mit. Dass Peter Koppes bei drei Songs als Gastmusiker und Co-Autor aufgeführt war, löste in Fankreisen Spekulationen über eine Rückkehr des Gitarristen aus.
Magician Among the Spirits wird von Steve Kilbey heute als „a load of tripe“ (= etwa „ein Haufen Schrott“) bezeichnet. Das Album weist aber deutlich auf eine erneute Rückkehr zu gitarrendominierten Arrangements hin. Neu ist der stärkere Krautrock-Einfluss. Das Titelstück von gut einer Viertelstunde Laufzeit kombiniert psychedelische Gitarrenklänge mit Ambient-Music. Die Platte enthielt erstmals seit 1982 eine Coverversion – mit Ritz nahmen The Church ihre Variante eines Steve-Harley-Songs auf. Der Produzent Simon Polinski, der sich vor allem mit der Aboriginal-Band Yothu Yindi einen Namen gemacht hatte, produzierte dieses Gitarrenalbum im Grunde wie eine Ambient-Platte. Aufsehen erregte vor allem die Single Comedown, die an den reinen Gitarrenklang der Blurred-Crusade-Ära erinnerte.
Das Album war schon allein dadurch zum Scheitern verurteilt, dass es über praktisch keinen Vertrieb außerhalb Australiens verfügte. In Amerika und Europa war die Platte schon kurz nach Veröffentlichung wieder aus den Katalogen gestrichen worden. Der amerikanische Vertrieb machte Pleite, so dass die Band um zahlreiche Kopien der CD kam, ohne bezahlt zu werden. Insgesamt lieferte die Band 25.000 CDs an den amerikanischen Vertrieb, wofür sie 250.000 australische Dollar bekommen sollte. Die genauen Zahlen der Verluste für die Band sind nicht offiziell bekannt, gehen aber mindestens in die zehntausende und belaufen sich möglicherweise auf bis zu 200.000 australische Dollar. Für eine kleine Band wie The Church bedeutete dies fast den Todesstoß.
Insgesamt befand sich die Band, oder was davon übrig war, zu diesem Zeitpunkt am absoluten Tiefpunkt ihrer Karriere. Dazu Kilbey im Mai 1996: „Dies könnte sehr gut das Ende sein. Die Dinge brechen auseinander. Der Kern zerfällt. Unser Management, die ganze Sache ist zusammengebrochen. (…) Wir haben keinen Plattenvertrag. Man schuldet uns sehr viel Geld und wir sind pleite. Wir versuchen über Anwälte, dieses Geld wiederzubekommen. Marty und ich haben keinen Kontakt mehr. Niemand managt uns im Moment. Dies könnte also wirklich das letzte Album gewesen sein.“
Magician Among the Spirits gilt als Werk des Übergangs. Zum einen war Peter Koppes wieder in der Band präsent, zum anderen stellte sich immer deutlicher heraus, dass Tim Powles permanentes Mitglied geworden war und ein Schritt zurück vom Projekt zur Band möglich wäre. Die ungünstigen Umstände stellten diese Entwicklungen jedoch vorerst in Frage.

### Konsolidierung (1998–2001)
Erneut folgte eine aktive, von Soloarbeiten ausgefüllte Phase. Der Workaholic Willson-Piper arbeitete innerhalb eines Jahres mit Brix Smith (The Fall, Adult Net), Linda Perry (4 Non Blondes), Cinerama und dem eigenen Projekt Seeing Stars (in der Besetzung von All About Eve ohne Sängerin Julianne Regan). Dazwischen entstanden Songs für ein Soloalbum. Kilbey schrieb den Soundtrack für den australischen Film Blackrock und nahm mit seinem Bruder Russell ein Ambient-Album namens Gilt Trip auf. Folgenreicher sollte ein Projekt werden, welches im Prinzip The Church ohne Marty Willson-Piper war. Zusammen mit Tim Powles und Peter Koppes nahm Kilbey in wenigen Sessions genügend Material für eine komplette CD auf, die 1997 unter dem Bandnamen The Refo:mation und dem exzentrischen Titel Pharmakoi/Distance-Crunching Honchos with Echo Units erschien. PDCHWEU, wie die CD in Fankreisen genannt wird, bündelte die ausufernden psychedelischen Experimente von Magician Among the Spirits in knapperen Songs. Peter Koppes erhielt viel Raum für sein Gitarrenspiel und zeigte, dass sein filigraner, klangflächenbetonter Stil durchaus ein Album zu tragen vermochte. Nach Aussage Kilbeys wurde dieses Album nur aus Freundlichkeit gegenüber Willson-Piper nicht unter dem Namen The Church veröffentlicht.
Es war vor allem Schlagzeuger Tim Powles, der die Band überzeugte, wieder zusammenzuarbeiten, und aktiv die Spannungen zwischen den Mitgliedern zu beseitigen versuchte. Koppes und Willson-Piper hatten Differenzen, da zumeist Willson-Piper im Mittelpunkt des öffentlichen Interesses stand. Und auch Kilbey und Willson-Piper hatten ihre Zusammenarbeit beendet. Mehrere erfolgreiche Konzerte in voller, elektrischer Besetzung folgten, doch Steve Kilbey gab dennoch das bevorstehende Ende der Band bekannt: Ein würdiges Abschlussalbum sollte es geben und The Church damit endgültig aufgelöst werden. Dieses Album sollte laut Kilbey ihr „Dark Side of the Moon“ werden und trug den Arbeitstitel Au Revoir Por Favor. Das Abschiedskonzert in Sydney war jedoch ein so durchschlagender Erfolg, dass vom Ende der Band nicht mehr die Rede war.
Das entstehende Album sollte zunächst Bastard Universe heißen, was Willson-Piper aber zu negativ war. Man entschied sich schließlich für den Titel Hologram of Allah. Aus Sorge über eine mögliche Fatwa wurde der Titel dann noch einmal in Hologram of Baal geändert. Das Album war die erste selbstproduzierte Platte (Tim Powles hatte Erfahrungen als Produzent gesammelt und war im Begriff, sein eigenes Studio aufzubauen). Mit Cooking Vinyl hatte man zudem eine neue Plattenfirma gefunden. Hologram of Baal ist eine Rückkehr zum klassischen, songorientierten The Church-Sound, nimmt aber verstärkt Einflüsse der 1970er Jahre mit auf. Diese Platte enthält mit Glow Worm – nach 18 Jahren Bandgeschichte – das erste reine Liebeslied aus Kilbeys Feder. Eine limitierte Auflage enthielt die fast achtzigminütige Bonus-CD Bastard Universe – eine mitgeschnittene Jam-Session, die an den psychedelischen Prog- und Krautrock der 1970er Jahre erinnerte.
Nicht einmal ein Jahr später erschien die nächste Platte – das Coveralbum Box of Birds. Coverversionen waren bis auf zwei Ausnahmen auf den regulären Alben nicht vertreten; auf Konzerten spielten The Church aber nicht selten Versionen fremder Songs, etwa T. Rex’ Life’s a Gas, Patti Smiths Dancing Barefoot, Neil Youngs Cortez the Killer oder Hawkwinds Silver Machine. Eigentlich hatten sie ein Livealbum geplant, außerdem sollten zwei Coverversionen exklusiv im Fanzine North, South, East and West veröffentlicht werden. Nachdem die Live-Platte trotz vorhandenen Materials nicht realisiert worden war, beschloss die Band, weitere acht Cover aufzunehmen und ein komplettes Album zu veröffentlichen. Die ungewöhnliche Auswahl der Songs wirft ein überraschendes Licht auf Lieblingsplatten und Einflüsse: psychedelische Musik der 1960er und 1970er Jahre, Glam, Post-Punk und Prog. Die ausgewählten Künstler: The Sensational Alex Harvey Band, The Beatles, Ultravox, Iggy Pop, Mott the Hoople, Hawkwind, Neil Young, Kevin Ayers, Television, The Monkees. Box of Birds verfügt über zehn verschiedene, von Fans gestaltet Covermotive.
Die Tournee wurde weitergeführt. Dabei erschien im Oktober 1999 Steve Kilbey nicht zu einem Konzert im New Yorker Ballroom. Er war verhaftet worden, als er versuchte, auf der Straße Heroin zu kaufen. Die übrigen Bandmitglieder spielten das Konzert trotzdem: Willson-Piper spielte ein kurzes Solo-Set, dann traten die übrigen Musiker auf; ein Roadie übernahm die Bassparts und Willson-Piper improvisierte sich durch Kilbeys Texte. Kilbey verbrachte eine Nacht im Gefängnis und wurde dazu verurteilt, einen Tag lang die U-Bahn-Stationen in Manhattan zu säubern. „Jeder alternde Rockstar sollte doch mindestens einmal wegen Drogen eingesessen haben“, äußerte sich Kilbey später.

### Neue Strategien und kreatives Werk ab 2002
Die Aufnahmen zum folgenden Studioalbum gestalteten sich ausgesprochen langwierig, da die Musiker wieder zahlreiche Projekte verfolgten. Willson-Piper trat erneut mit den reformierten All About Eve auf; die Neuauflage war jedoch nur kurzlebig und führte aufgrund künstlerischer und persönlicher Differenzen zu keinem neuen Studiomaterial. Dazu veröffentlichte er nach fünf Jahren sein Soloalbum Hanging Out in Heaven. Auch Koppes trat mit einem ruhigen, sparsam arrangierten Album namens Simple Intent hervor. Erst im Januar 2002 erschien das nächste reguläre Album von The Church, After Everything Now This. Teils in Schweden, teils in Australien aufgenommen, war es wesentlich ruhiger gehalten als die Vorgänger. Die Musiker experimentierten mit sphärischen Klangflächen, die durch zahlreiche Effekte ganz allein mit den Gitarren realisiert worden waren. Erneut gingen The Church auf Welttournee; jedoch verzichteten sie im Wesentlichen auf E-Gitarren und spielten mit verstärkten, effektbeladenen Akustikgitarren und dem Gastpianisten David Lane.
Tim Powles arbeitete zusammen mit Künstlern aus Sydney an Remixen sämtlicher Songs von After Everything Now This, die Ende 2002 als Parallel Universe erschienen (eine zweite CD enthielt Restmaterial der Aufnahmesessions). Zurück in Australien gingen sie unmittelbar an die Produktion eines weiteren Albums, das bereits im Herbst 2003 in Australien veröffentlicht wurde: Forget Yourself. Dieses Album reflektierte beinahe sämtliche von The Church bis dahin gepflegten Stil-Spielarten in dreizehn Liedern. Insgesamt war der Klang deutlich härter und rauer, da Forget Yourself – nach den üblichen vorausgehenden Improvisationen – so gut wie live mit nur wenigen Overdubs aufgenommen wurde. Die Kritik hob den frischen, monumentalen Klang und die enzyklopädische und doch ökonomische Verwendung ungewöhnlicher Gitarreneffekte hervor.
Bei Live-Auftritten oder im Studio wurde inzwischen gelegentlich die gewohnte Instrumenten- und Rollenverteilung aufgelöst und die Instrumente getauscht. Als Beispiel seien die Aufnahmen zu Forget Yourself genannt, wo bei Sealine eine Gitarre vom Schlagzeuger Tim Powles gespielt wurde und bei Maya Gitarrist Marty Willson-Piper das Schlagzeug bediente. Ein weiteres Beispiel sei die Tournee 2002, dort wurde beim Stück Magician Among the Spirits der Bass von Marty Willson-Piper gespielt und eine Gitarre von Kilbey.
The Church hatten seit 2001 mit dem amerikanischen Marketing-Professor und The Church-Fan Kevin Lane Keller zusammengearbeitet, der die bis dahin desaströs gemanagte Band in ihren geschäftlichen Strategien beriet. Sie nutzen seither die Stärken des Independent-Systems, die sie mit neuen Vertriebswegen über das Internet kombinieren. Dazu wurde auf eine größere Konzertpräsenz, mannigfaltige Projekte und die Konzentration auf das „Stammland“ Australien gesetzt. Hinzu kamen von nun an zahlreiche Veröffentlichungen, die die regulären Studioalben begleiteten: die Jam-Session-CD Jammed mit zwei langen Improvisationen, die Outtake-Sammlung Beside Yourself (die dennoch mit komplett neuen Songs aufgewertet wurde) und das Akustikalbum El momento descuidado (schlechtes Spanisch für den Titel ihres ersten Hits, The Unguarded Moment). El momento descuidado war dabei keine bloße Unplugged-CD. In akustischer, kammermusikalischer Besetzung wurden vielmehr verschiedene Songs aus zwanzig Jahren zum Teil radikal umgebaut. Erstmals interpretierten sie auch wieder The Unguarded Moment (freilich in stark veränderter Form), obwohl sie sich von dem Song schon in den 1980er-Jahren distanziert hatten. In rein akustischer Besetzung, mit Peter Koppes am Klavier, spielten sie Ende 2004 mehrere ausgesprochen erfolgreiche Konzerte. 2005 wurde El momento descuidado in der Kategorie Best Adult Contemporary Album für die australischen ARIA-Awards nominiert, gewann jedoch nicht.
Ende 2005 erschien das Album Back with Two Beasts, das als Nachfolger zu Jammed auch mit dem Untertitel Jammed II angekündigt worden war. Im Gegensatz zu Jammed enthielten die Stücke jedoch Gesang und beschränkten sich, bis auf eine Ausnahme, auf Liedlängen von unter sieben Minuten. Obwohl die Instrumente tatsächlich in Jam-Sessions aufgenommen worden waren, fiel dies bei den Stücken kaum auf, da ihre Struktur sich deutlicher an diejenige der regulären Alben anlehnte und weniger den für Jam-Sessions typischen Charakter des Zufälligen hatte. Die Überraschung in der Fangemeinde darüber, mit Back with Two Beasts von Aufbau und Klang eher ein reguläres Album in der Hand zu haben, war sehr groß und sie nahm es enthusiastisch auf. Es war, genau wie zuvor Jammed, nur im Online-Shop der Band erhältlich und auf 1000 Exemplare limitiert.
Die Band trat bei der Eröffnungsfeier der Commonwealth Games 2006 in Melbourne auf, bei der sie eine zusammen mit dem Melbourne Symphony Orchestra aufgenommene Version von Under the Milky Way spielten. Die Eröffnungsfeier wurde in vielen Ländern live im Fernsehen übertragen. Schätzungsweise über eine Milliarde Menschen schauten zu. Diese Version des Liedes wurde gleichzeitig auf einer CD names Melbourne 2006: Commonwealth Games Opening Ceremony veröffentlicht, die die Musik dieser Eröffnungsfeier enthielt.
Am 17. April 2006 wurde das neue Studioalbum Uninvited, Like the Clouds veröffentlicht. Vorab erschien die Block EP, die es zunächst nur im Online-Shop auf der Homepage der Band gab. Als offizielle Radiosingle wurde Easy ausgekoppelt.
Anfang Februar 2007 erschien mit El momento siguiente die Fortsetzung der akustischen Reihe. Die Besetzung wurde durch die Begleitband The Mood Maidens erweitert, darunter Amanda Brown, ehemals Geigerin bei den Go-Betweens. Zeitgleich zur Veröffentlichung ging die Band auf eine größere Australien-Tour. Im April 2007 folgte eine ausgedehnte Europa-Tour, die im Gegensatz zu vielen Auftritten seit 2002 nicht semi-akustisch, sondern wieder elektrifiziert ablief.
Erstmals nahm die Band auch Lieder auf, die explizit als Soundtrack für einen Film gedacht waren. Der Buch-Autor Jeff VanderMeer hatte die Band für seinen 15-minütigen Kurzfilm Shriek gewinnen können, der auf dem gleichnamigen Buch des Autors basiert und im August 2007 online und frei verfügbar veröffentlicht wurde. Erst deutlich später, in den letzten Tagen des Jahres 2008, wurde der Soundtrack unter dem Titel Shriek: Excerpts from the Soundtrack veröffentlicht, wobei eine Vermarktung als „Soundtrack zum Buch“ (anstatt zum Film) stattfand.
Im Juli 2007 erschien die Doppel-CD-Kompilation Deep in the Shallows. Im Gegensatz zu allen vorhergehenden Kompilationen, die sich meist als „Best-of“ verstanden und vom persönlichen Geschmack des jeweiligen Zusammenstellers der Kompilation geprägt waren, enthielt Deep in the Shallows nichts anderes als alle A-Seiten der Singles von 1980 bis 2006. Dabei entsprachen die meisten Lieder genau der Version, wie sie auch auf dem jeweiligen Album erschienen war. Vereinzelt existierten jedoch Versionen, die extra für die Single-Veröffentlichung neu abgemischt oder gekürzt worden waren. Diese zum Teil äußerst raren Versionen wurden – falls existent – anstatt der Album-Version in die Kompilation aufgenommen. Im Einzelnen waren das She Never Said, When You Were Mine, Ripple, Louisiana, Song in Space, Unified Field und Easy. Das Booklet war aufwändig gestaltet und enthielt neben vielen Fotos eine fünfseitige Hommage an die Band, geschrieben von David Fricke, einem Redakteur des Musik-Magazins Rolling Stone.

### Späte Erfolge und weitere Projekte ab 2008
Im September 2008 wurde das Lied Under the Milky Way von den Lesern des The Weekend Australian Magazine zum besten australischen Song der letzten 20 Jahre gewählt.
Nachdem die Band mit Unorthodox Records zunächst ihr eigenes Label gegründet hatte, setzte im Februar 2009 die Coffee Hounds EP den Startpunkt für eine Reihe weiterer Veröffentlichungen in diesem Jahr. Die EP enthielt eine Cover-Version des Liedes Hounds of Love von Kate Bush, das The Church in den Jahren vorher oft live gespielt hatten.
Kurze Zeit später wurde im März 2009 erstmals das nächste reguläre Album von The Church namens Untitled #23 auf der zu diesem Zeitpunkt stattfindenden Tournee der Band in Australien verkauft. Die Veröffentlichung des Albums erfolgte am 4. April in Australien und am 12. Mai in den USA. Kurz zuvor erschien die Pangea EP (März 2009) als erste Single des neuen Albums, es folgten die Operetta EP (November 2009) und die Deadman’s Hand EP (April 2010).
Im Jahr ihres dreißigjährigen Bestehens wurden The Church am 27. Oktober 2010 in die ARIA Hall of Fame aufgenommen. Ihr dreißigjähriges Jubiläum feierte die Band am 10. April 2011 mit einem erfolgreichen Konzert in der Sydney Opera, bei dem sie von einem Symphonieorchester begleitet und professionell gefilmt wurde. Im Mai 2014 erschien das Konzert als erstes offizielles Livealbum der Band auf Doppel-CD und DVD.
Nachdem sich die Bandmitglieder zuvor ihren diversen Solo- und Seitenprojekten gewidmet hatten, gab Steve Kilbey im November 2013 die Arbeit an einem neuen Album bekannt. Ohne die genauere Nennung von Gründen erklärte er zudem, dass Marty Willson-Piper „nicht zur Verfügung“ stände und durch den ehemaligen Powderfinger-Gitarristen Ian Haug ersetzt werden würde. Am 17. Oktober 2014 brachte die Gruppe das Album Further/Deeper heraus.
Am 27. Juni 2017 wurde mit der Vorabveröffentlichung des Videos für einen neuen Songs namens Another Century auf der Webseite der Band ein neues Album angekündigt, dessen Veröffentlichung am 6. Oktober 2017 unter dem Namen Man Woman Life Death Infinity erfolgte. Die Besetzung war dieselbe wie beim Vorgängeralbum.
Am 1. Februar 2020 gab die Band offiziell bekannt, dass Gründungsmitglied Peter Koppes die Band verlässt und Jeffrey Cain (früher Gitarrist bei Remy Zero) sowie Ashley Naylor (Gitarrist der australischen Band Even) als neue Mitglieder hinzukommen. Jeffrey Cain war bis dahin schon ein paar Jahre tourendes Mitglied gewesen. Diese Formation nahm das Album The Hypnogogue auf, das am 24. Februar 2023 veröffentlicht wurde. Ein Jahr später, am 29. März 2024, erschien das Fortsetzungsalbum Eros Zeta And The Perfumed Guitars. 

## Stil

### Musik
Der Stil von The Church hat sich über die Jahre markant verändert. Die frühen Songs waren größtenteils einfach strukturiert. Die erste Single, She Never Said, hatte einen New-Wave-artigen Staccato-Rhythmus, über dem Kilbeys Bowie-inspirierter Sprechgesang lag. Kurze, gitarrenbetonte Stücke dominierten auch das Debüt Of Skins and Heart (1981). Parallelen sind möglicherweise bei den frühen XTC, Television, den Beatles und Echo & The Bunnymen zu finden. Ungewöhnlich für die Zeit waren jedoch Experimente mit überlangen Songs mit verschiedenen „Sektionen“ (Is This Where You Live). Der prägnante Einsatz von Willson-Pipers zwölfsaitiger Rickenbacker-Gitarre brachte The Church Vergleiche mit den Byrds ein, obwohl kaum eine stilistische Nähe besteht.
Das zweite Album The Blurred Crusade (1982) verfeinerte den Sound und stellte die Sixties-Einflüsse noch deutlicher in den Vordergrund. Die Single Almost with You ist repräsentativ für den frühen The Church-Stil: die glockenartigen Arpeggien von Willson-Pipers Gitarre, atmosphärische Soli und Klangeffekte in ungewöhnlichen Voicings von Peter Koppes, Richard Ploogs recht harter, treibender Schlagzeugsound und Kilbeys dunkle Stimme mit ihrer Intonation zwischen Gesang und Rezitation. Auch The Blurred Crusade beinhaltet mit dem neunminütigen You Took ein psychedelisches Art-Rock-Stück.
Seance (1983) war ein Versuch, den The Church-Sound mit Synthesizer-Klängen und „elektronischerer“ Produktion zu aktualisieren. Unter der Ägide von Nick Launay (Midnight Oil, Kate Bush) entstanden, fällt vor allem der exzentrische, kanonenartige Drum-Sound auf. Mit Travel by Thought enthält Seance ein psychedelisches improvisiertes Klangexperiment. Auch das Nachfolgealbum Remote Luxury (1984) arbeitet mit Keyboard-Klangflächen und experimentellen Gitarrenklängen. Die klare Trennung von Leadgitarre (Koppes) und Rhythmusgitarre (Willson-Piper) löst sich immer mehr zugunsten eines „texturierten“ Klangideals auf. Soli und Riffs werden zunehmend durch ein komplexes Gewebe aus mehreren Gitarrenstimmen ersetzt, die wie Zahnräder ineinandergreifen.
Heyday (1985) verzichtete fast vollständig auf Synthesizer-Klänge. Die Produktion von Peter Walsh (Simple Minds, Scott Walker) ist mit ihrem klaren Klangbild zum Gros der Mittachtzigerproduktionen ausgesprochen querständig. Soli kommen kaum vor, stattdessen dominiert ein von zwölfsaitigen Gitarren geprägter kaleidoskopartiger Sound mit massivem Einsatz von Gitarren-Effekten (Echo, E-Bow, Bordun). Kilbeys Gesang löst sich deutlich vom Vorbild David Bowie. Statt synthetischen Streichern kommt bei einigen Songs ein echtes Sinfonieorchester zum Einsatz. Starfish (1988) verband das Aufgebot an Gitarreneffekten mit im Gegensatz zum psychedelischen Klangteppich von Heyday schärfer konturierten, rockigeren Gitarren-Stimmen. Voicings mit offenen Saiten und modale Skalen prägen den Sound; diese Richtung setzte sich auf Gold Afternoon Fix (1990) in noch durchsichtigerer Weise fort.
Priest=Aura (1992) integrierte wieder verstärkt Elemente des Space Rock. Das Zusammenspiel von Koppes und Willson-Piper wirkt hier zunehmend komplexer. Durch die Schaffensweise der Band in langen Jam-Sessions entstanden Songs mit einer Vielzahl an oft gegenläufigen Melodiestimmen und ungewöhnlichen Akkorden. Die meist mollgefärbten oder modalen Songs erscheinen elegischer und immer ausgefeilter. Im Mix verbirgt sich eine Vielzahl an kleinen Details; die Songstrukturen werden elaborierter. Verstärkt werden auch Geräusch und Weißes Rauschen (möglicherweise inspiriert durch die Experimente von My Bloody Valentine) als Klangelemente miteinbezogen.
Sometime Anywhere (1994) spiegelte einen radikalen Bruch wider, ausgelöst durch den Ausstieg von Peter Koppes. Was den Gitarrensätzen an Komplexität verlorengeht, wird durch massiven Einsatz von Sequenzern und elektronisch erzeugten Sounds kompensiert. Willson-Pipers Spiel setzt sich mit seinen einstimmigen Experimenten deutlich von seinem bisherigen Stil ab. Diese Linie wurde, etwas weniger elektronisch inszeniert, auf Magician Among the Spirits (1996) fortgesetzt. Hinzu kommt bei manchen Stücken der Einfluss von „Krautrock“-Bands wie Can oder Neu!. Die Aufnahme von Steve Harleys Song Ritz stellt eine Hommage an die 1970er Jahre dar. Hologram of Baal (1998) war ein Versuch, nach dem Wiedereinstieg von Peter Koppes zum kompakteren Klang der Starfish-Ära zurückzufinden, erweitert durch Elemente der Ambient Music. After Everything Now This (2002) war hingegen von einem weichen, fließenden, elegischen Sound geprägt, in dem vor allem ein orchestraler, Streicher-artiger Gitarrenklang vorherrscht; Steve Kilbeys Texte haben deutlich persönlichere, emotionalere Inhalte.
Forget Yourself (2003) stellte eine Art Fazit aus den verschiedensten Phasen des The Church-Sounds dar. Nach dem getragenen After Everything Now This tendierten The Church hier wieder zu raueren Klangfarben und gleichsam enzyklopädischem Einsatz einer Vielzahl von Gitarren und Effektboxen bei oft höchst ungewöhnlichen Songstrukturen: Als Beispiel sei The Theatre and Its Double genannt, das wie ein Walzer beginnt und in ein bizarres, Flamenco-haftes Solo ausufert. Die Produktion fällt durch ihren spröden, live-artigen und doch vielschichtigen Klang auf.

### Texte
Für die mit Abstand größte Anzahl an Texten ist Steve Kilbey verantwortlich, der auch alle Alben bis Heyday so gut wie im Alleingang geschrieben hat. Brachte Kilbey in der Frühphase stets fertige Songs mit ins Studio, die von den Musikern gemeinsam arrangiert wurden, änderte sich der Schaffensprozess ab 1985. Seither bestimmten Jam-Sessions die Entstehung der Lieder. Zunächst wurde die Musik fertiggestellt, danach schrieb Kilbey Texte zur Musik.
Kilbeys Dichtungen werden oft als surreal bezeichnet, besonders kryptisch sind sie auf dem Album Priest=Aura. Kilbey dementiert dabei stets, dass seine Texte eine festgelegte Bedeutung hätten. Er möchte sie also als art pour l’art darstellen. Überblickt man jedoch das gesamte Schaffen, kristallisieren sich mehrere stets wiederkehrende Themenkreise heraus: Mythen und Legenden, Traum- und Albtraum-Visionen, Drogenfantasien und Orientalismen, biblische und heidnische Motivik. Diese Themen werden in einem wortgewaltigen Stil mit zahlreichen Wortspielen und Referenzen verknüpft. Kilbey selbst hat geäußert, seine Texte drehten sich um Liebe, Angst, Versuchung, Schöpfung und die ewige Suche nach dem Sinn. Oft versucht er, mit nur wenigen Strichen und Andeutungen einen kompletten epischen Verlauf zu skizzieren, dessen Ausgestaltung er der Fantasie des Hörers überlässt.
The Church gehen auf gewisse Weise subversiv mit ihren Texten um. Besonders auffallend ist, dass die Band es ablehnt, die Texte auf den Platten abdrucken zu lassen. Gesungene Texte seien zum Hören, nicht zum Lesen da. Kilbey gefällt zudem die Vorstellung, dass sich der Text zumindest zum Teil erst im Kopf des Hörers konstituiert und dort neue, unvorhergesehene Bedeutungen erzeugt. Erst mit Aufkommen des Internets war es möglich, an eine komplette Textsammlung zu kommen. Bis heute jedoch sind – auch in englischsprachigen Ländern – manche Verse der The Church-Texte nicht mit letzter Sicherheit transkribiert. Das Missverständnis gehört zum Konzept.

## Diskografie

### Studioalben
Viele der älteren Alben wurden zu späteren Zeitpunkten neu aufgelegt, wobei sie zum Teil remastert und um Bonus-CDs erweitert wurden, die zusätzliche Musikvideos oder B-Seiten enthielten.
| Jahr | Titel                                                                              | Höchstplatzierung, Gesamtwochen, AuszeichnungChartplatzierungen (Jahr, Titel, Platzierungen, Wochen, Auszeichnungen, Anmerkungen) | Höchstplatzierung, Gesamtwochen, AuszeichnungChartplatzierungen (Jahr, Titel, Platzierungen, Wochen, Auszeichnungen, Anmerkungen) | Höchstplatzierung, Gesamtwochen, AuszeichnungChartplatzierungen (Jahr, Titel, Platzierungen, Wochen, Auszeichnungen, Anmerkungen) | Anmerkungen |
| Jahr | Titel                                                                              | AU | NZ | US | Anmerkungen |
| ---- | ---------------------------------------------------------------------------------- | --- | --- | --- | --- |
| 1981 | Of Skins And Heart                                                                 | AU22AU | — | — | Erstveröffentlichung: 13. April 1981 australische Erstveröffentlichung; 2002: Wiederveröffentlichung, remastered, mit Bonus-CD                                                          |
| 1981 | Too Fast for You                                                                   | — | — | — | Erstveröffentlichung: Juli 1981 EP |
| 1982 | The Church                                                                         | — | NZ7 (12 Wo.)NZ | — | Erstveröffentlichung: 1982 Of Skins And Heart wurde außerhalb Australiens unter diesem Namen mit leicht geänderter Titelliste veröffentlicht                                            |
| 1982 | The Blurred Crusade                                                                | AU10AU | NZ17 (5 Wo.)NZ | — | Erstveröffentlichung: 25. März 1982 2002: Wiederveröffentlichung, remastered, mit Bonus-CD                                                                                              |
| 1982 | Sing-Songs EP                                                                      | — | — | — | Erstveröffentlichung: 8. Dezember 1982 EP |
| 1983 | Seance                                                                             | AU18AU | NZ35 (3 Wo.)NZ | — | Erstveröffentlichung: 13. Juni 1983 2002: Wiederveröffentlichung, remastered, mit Bonus-CD                                                                                              |
| 1984 | Remote Luxury                                                                      | — | — | — | Erstveröffentlichung: Februar 1984 EP |
| 1984 | Remote Luxury                                                                      | AU32AU | NZ48 (1 Wo.)NZ | — | Erstveröffentlichung: Oktober 1984 fasste außerhalb Australiens die beiden EPs Remote Luxury und Persia auf einem regulären Album zusammen                                              |
| 1984 | Persia                                                                             | — | — | — | Erstveröffentlichung: August 1984 EP |
| 1985 | Heyday                                                                             | AU19AU | — | US146 (2 Wo.)US | Erstveröffentlichung: November 1985 2002: Wiederveröffentlichung, remastered, mit Bonus-CD                                                                                              |
| 1988 | Starfish                                                                           | AU11AU | NZ11 (11 Wo.)NZ | US41 Gold · (36 Wo.)US | Erstveröffentlichung: 16. Februar 1988 2005: Wiederveröffentlichung, remastered, mit Bonus-CD                                                                                           |
| 1990 | Gold Afternoon Fix                                                                 | AU12 (8 Wo.)AU | NZ28 (5 Wo.)NZ | US66 (20 Wo.)US | Erstveröffentlichung: 22. Februar 1990 2005: Wiederveröffentlichung, remastered, mit Bonus-CD                                                                                           |
| 1991 | A Quick Smoke At Spots                                                             | — | — | — | Erstveröffentlichung: 1991 trägt den Untertitel Archives 1986–1990 und enthält einige B-Seiten und unveröffentlichte Songs                                                              |
| 1992 | Priest=Aura                                                                        | AU25 (4 Wo.)AU | — | US176 (2 Wo.)US | Erstveröffentlichung: 10. März 1992 2005: Wiederveröffentlichung, remastered, mit Bonus-CD                                                                                              |
| 1994 | Sometime Anywhere                                                                  | AU27 (3 Wo.)AU | — | — | Erstveröffentlichung: 31. Mai 1994 eine limitierte Auflage enthielt eine Bonus-CD namens Somewhere Else; 2005: Wiederveröffentlichung, remastered, mit Bonus-CD                         |
| 1996 | Magician Among The Spirits                                                         | — | — | — | Erstveröffentlichung: 19. August 1996 1999 wiederveröffentlicht als Magician Among The Spirits Plus Some mit zusätzlichen Stücken der Comedown-Single                                   |
| 1997 | Pharmakoi / Distance-Crunching Honchos With Echo Units                             | — | — | — | Erstveröffentlichung: 1997 veröffentlicht unter dem Bandnamen The Refo:mation |
| 1998 | Hologram Of Baal                                                                   | — | — | — | Erstveröffentlichung: 8. September 1998 eine limitierte Auflage enthielt eine Bonus-CD namens Bastard Universe                                                                          |
| 1999 | A Box Of Birds                                                                     | — | — | — | Erstveröffentlichung: 21. September 1999 beinhaltet ausschließlich Cover-Versionen |
| 2002 | After Everything Now This                                                          | — | — | — | Erstveröffentlichung: 2002 |
| 2002 | Parallel Universe                                                                  | — | — | — | Erstveröffentlichung: 4. November 2002 Doppel-CD, Disc 1 enthält Remixe von Songs des Albums After Everything Now This, Disc 2 unveröffentlichte Stücke                                 |
| 2003 | Forget Yourself                                                                    | — | — | — | Erstveröffentlichung: 27. Oktober 2003 eine limitierte Auflage erschien in den USA mit Bonus-CD, deren Stücke später auch auf Beside Yourself veröffentlicht wurden                     |
| 2004 | Jammed                                                                             | — | — | — | Erstveröffentlichung: 30. August 2004 enthält nur zwei sehr lange Instrumentalstücke |
| 2004 | Beside Yourself                                                                    | — | — | — | Erstveröffentlichung: 4. Oktober 2004 beinhaltet u. a. die limitierte Bonus-CD von Forget Yourself und unveröffentlichte Songs                                                          |
| 2004 | El momento descuidado                                                              | — | — | — | Erstveröffentlichung: 29. November 2004 Akustikalbum (1. Teil) |
| 2005 | Back With Two Beasts                                                               | — | — | — | Erstveröffentlichung: 4. November 2005 gilt als Nachfolger von Jammed und Begleitungsalbum zu Uninvited, Like The Clouds                                                                |
| 2006 | Uninvited, Like The Clouds                                                         | — | — | — | Erstveröffentlichung: 20. März 2006 |
| 2007 | El momento siguiente                                                               | — | — | — | Erstveröffentlichung: 3. Februar 2007 Akustikalbum (2. Teil) |
| 2008 | Shriek: Excerpts from the Soundtrack                                               | — | — | — | Erstveröffentlichung: 2008 Soundtrack. Es wurde aufgrund diverser Produktionsfehler der 2008er Erstveröffentlichung 2009 als korrigiertes „remastered“-Album neu veröffentlicht         |
| 2009 | Coffee Hounds EP                                                                   | — | — | — | Erstveröffentlichung: 2009 EP |
| 2009 | Untitled #23                                                                       | — | — | — | Erstveröffentlichung: 6. März 2009 |
| 2014 | A Psychedelic Symphony: Live at Sydney Opera House with The George Ellis Orchestra | — | — | — | Erstveröffentlichung: 2014 Doppel-CD. Erstes offizielles Livealbum der Band, aufgenommen am 10. April 2011 mit großem Orchester. Parallel dazu erschien ein Videoalbum mit dem Konzert. |
| 2014 | Further/Deeper                                                                     | AU50 (1 Wo.)AU | — | — | Erstveröffentlichung: 17. Oktober 2014 |
| 2017 | Man Woman Life Death Infinity                                                      | — | — | — | Erstveröffentlichung: 6. Oktober 2017 |
| 2019 | New York Stories (Live 1988)                                                       | — | — | — | Erstveröffentlichung: 12. August 2019 Livealbum |
| 2023 | The Hypnogogue                                                                     | — | — | — | Erstveröffentlichung: 24. Februar 2023 |
| 2024 | Eros Zeta And The Perfumed Guitars                                                 | — | — | — | Erstveröffentlichung: 29. März 2024 Begleit- und Fortsetzungsalbum zu The Hypnogogue |

### Kompilationen
| Jahr | Titel                                        | Höchstplatzierung, Gesamtwochen, AuszeichnungChartplatzierungen (Jahr, Titel, Platzierungen, Wochen, Auszeichnungen, Anmerkungen) | Höchstplatzierung, Gesamtwochen, AuszeichnungChartplatzierungen (Jahr, Titel, Platzierungen, Wochen, Auszeichnungen, Anmerkungen) | Höchstplatzierung, Gesamtwochen, AuszeichnungChartplatzierungen (Jahr, Titel, Platzierungen, Wochen, Auszeichnungen, Anmerkungen) | Anmerkungen                                                                                   |
| Jahr | Titel                                        | AU | NZ | US | Anmerkungen                                                                                   |
| ---- | -------------------------------------------- | --- | --- | --- | --------------------------------------------------------------------------------------------- |
| 1982 | Temperature Drop in Downtown Winterland      | — | — | — | Erstveröffentlichung: 3. November 1982                                                        |
| 1988 | Hindsight 1980-1987                          | AU36 (5 Wo.)AU | — | — | Erstveröffentlichung: Juli 1988 Doppel-CD mit Hits und Raritäten zwischen 1980 und 1987       |
| 1988 | Life Before Starfish                         | — | — | — | Erstveröffentlichung: 1988 enthält nur Lieder aus den Jahren 1980 bis 1982                    |
| 1988 | Conception                                   | — | — | — | Erstveröffentlichung: 1988 enthält nur Lieder aus den Jahren 1980 bis 1982                    |
| 1991 | A Quick Smoke at Spot’s (Archives 1986–1990) | — | — | — | Erstveröffentlichung: Mai 1991                                                                |
| 1994 | Almost Yesterday 1981–1990                   | — | — | — | Erstveröffentlichung: 1994 Best of 1980–1990                                                  |
| 1999 | Under The Milky Way: The Best Of The Church  | — | — | — | Erstveröffentlichung: 28. September 1999 Best-of USA                                          |
| 1999 | The Best Of The Church                       | — | — | — | Erstveröffentlichung: 1999 Best-of Australien                                                 |
| 2001 | Sing-Songs//Remote Luxury//Persia            | — | — | — | Erstveröffentlichung: 15. Oktober 2001 Sing-Songs erstmals auf CD                             |
| 2006 | Tin Mine                                     | — | — | — | Erstveröffentlichung: 20. März 2006 war nur auf Konzerten der Band erhältlich                 |
| 2007 | Deep In The Shallows                         | — | — | — | Erstveröffentlichung: 14. Juli 2007 Doppel-CD, enthält alle Single-A-Seiten von 1980 bis 2006 |
| 2010 | The Best Of The Radio Songs                  | — | — | — | Erstveröffentlichung: 22. Oktober 2010 erschienen zur Aufnahme in die ARIA Hall of Fame       |

### Singles
| Jahr | Titel Album                                                     | Höchstplatzierung, Gesamtwochen, AuszeichnungChartplatzierungen (Jahr, Titel, Album, Platzierungen, Wochen, Auszeichnungen, Anmerkungen) | Höchstplatzierung, Gesamtwochen, AuszeichnungChartplatzierungen (Jahr, Titel, Album, Platzierungen, Wochen, Auszeichnungen, Anmerkungen) | Höchstplatzierung, Gesamtwochen, AuszeichnungChartplatzierungen (Jahr, Titel, Album, Platzierungen, Wochen, Auszeichnungen, Anmerkungen) | Höchstplatzierung, Gesamtwochen, AuszeichnungChartplatzierungen (Jahr, Titel, Album, Platzierungen, Wochen, Auszeichnungen, Anmerkungen) | Anmerkungen |
| Jahr | Titel Album                                                     | AU | NZ | UK | US | Anmerkungen |
| ---- | --------------------------------------------------------------- | --- | --- | --- | --- | --- |
| 1980 | She Never Said Of Skins and Heart                               | — | — | — | — | Erstveröffentlichung: 1980 wurde später für das Album Of Skins And Heart neu aufgenommen                                           |
| 1981 | The Unguarded Moment Of Skins and Heart                         | AU22AU | NZ19 (12 Wo.)NZ | — | — | Erstveröffentlichung: März 1981 |
| 1981 | Too Fast For You / Tear It All Away Too Fast for You EP         | AU43AU | — | — | — | Erstveröffentlichung: 1981 ursprünglich auf keinem Album enthalten, Tear It All Away erschien auf The Church außerhalb Australiens |
| 1982 | Almost With You The Blurred Crusade                             | AU21AU | — | — | — | Erstveröffentlichung: 20. April 1982                                                                                               |
| 1982 | When You Were Mine The Blurred Crusade                          | — | — | — | — | Erstveröffentlichung: 1982 |
| 1982 | A Different Man Sing-Songs EP                                   | — | — | — | — | Erstveröffentlichung: 1982 |
| 1983 | It’s No Reason Seance                                           | — | — | — | — | Erstveröffentlichung: 1983 |
| 1983 | Electric Lash Seance                                            | — | — | — | — | Erstveröffentlichung: 8. August 1983                                                                                               |
| 1984 | Constant In Opal Remote Luxury                                  | — | — | — | — | Erstveröffentlichung: 1984 |
| 1985 | Already Yesterday Heyday                                        | — | — | — | — | Erstveröffentlichung: 1985 |
| 1986 | Tantalized Heyday                                               | — | — | — | — | Erstveröffentlichung: 1986 |
| 1986 | Columbus Heyday                                                 | — | — | — | — | Erstveröffentlichung: 1986 |
| 1986 | Disenchanted Heyday                                             | — | — | — | — | Erstveröffentlichung: 1986 |
| 1988 | Under The Milky Way Starfish                                    | AU22AU | NZ25 (7 Wo.)NZ | UK90 (3 Wo.)UK | US24 (15 Wo.)US | Erstveröffentlichung: 15. Februar 1988                                                                                             |
| 1988 | Reptile Starfish                                                | — | — | — | — | Erstveröffentlichung: 1988 |
| 1988 | Antenna Starfish                                                | — | — | — | — | Erstveröffentlichung: 1988 |
| 1988 | Destination Starfish                                            | — | — | — | — | Erstveröffentlichung: 1988 |
| 1990 | Metropolis Gold Afternoon Fix                                   | AU19 (10 Wo.)AU | NZ41 (1 Wo.)NZ | — | — | Erstveröffentlichung: 26. Februar 1990                                                                                             |
| 1990 | You’re Still Beautiful Gold Afternoon Fix                       | — | — | — | — | Erstveröffentlichung: 1990 |
| 1990 | Russian Autumn Heart Gold Afternoon Fix                         | — | — | — | — | Erstveröffentlichung: 1990 |
| 1992 | Ripple Priest=Aura                                              | — | — | — | — | Erstveröffentlichung: 1992 |
| 1992 | Feel Priest=Aura                                                | — | — | — | — | Erstveröffentlichung: 1992 |
| 1994 | Two Places At Once Sometime Anywhere                            | — | — | — | — | Erstveröffentlichung: 1994 |
| 1996 | Welcome Magician Among The Spirits                              | — | — | — | — | Erstveröffentlichung: 1996 |
| 1996 | Comedown Magician Among The Spirits                             | — | — | — | — | Erstveröffentlichung: 1996 |
| 1997 | White Star Line –                                               | — | — | — | — | Erstveröffentlichung: 1997 exklusive Single für das The Church-Fanzine NSEW                                                        |
| 1998 | Louisiana Hologram Of Baal                                      | — | — | — | — | Erstveröffentlichung: 1998 |
| 2001 | Numbers After Everything Now This                               | — | — | — | — | Erstveröffentlichung: 2001 |
| 2003 | Song In Space Forget Yourself                                   | — | — | — | — | Erstveröffentlichung: 2003 |
| 2006 | Block Uninvited, Like The Clouds                                | — | — | — | — | Erstveröffentlichung: 2006 |
| 2006 | Easy Uninvited, Like The Clouds                                 | — | — | — | — | Erstveröffentlichung: 2006 |
| 2006 | Unified Field Uninvited, Like The Clouds                        | — | — | — | — | Erstveröffentlichung: 2006 |
| 2009 | The Coffee Song / Hounds of Love –                              | — | — | — | — | Erstveröffentlichung: 2009 |
| 2009 | Pangaea Untitled #23                                            | — | — | — | — | Erstveröffentlichung: 2009 |
| 2009 | Operetta Untitled #23                                           | — | — | — | — | Erstveröffentlichung: 2009 |
| 2010 | Deadman’s Hand Untitled #23                                     | — | — | — | — | Erstveröffentlichung: 2010 |
| 2017 | Another Century Man Woman Life Death Infinity                   | — | — | — | — | Erstveröffentlichung: 2017 |
| 2017 | Undersea Man Woman Life Death Infinity                          | — | — | — | — | Erstveröffentlichung: 2017 |
| 2017 | I Don’t Know How I Don’t Know Why Man Woman Life Death Infinity | — | — | — | — | Erstveröffentlichung: 2017 |
| 2022 | The Hypnogogue                                                  | — | — | — | — | Erstveröffentlichung: 2022 |
| 2022 | C’est La Vie The Hypnogogue                                     | — | — | — | — | Erstveröffentlichung: 2022 |
| 2023 | No Other You Eros Zeta and the Perfumed Guitars                 | — | — | — | — | Erstveröffentlichung: 2023 |
| 2023 | Realm of Minor Angels Eros Zeta and the Perfumed Guitars        | — | — | — | — | Erstveröffentlichung: 2023 |

### Produzenten
The Church haben im Laufe ihrer Karriere mit zahlreichen namhaften Produzenten gearbeitet. Seit 1998 produzieren The Church ihre Alben unter der Leitung von Drummer Tim Powles selbst.
- Bob Clearmountain (Bruce Springsteen, David Bowie, Hall & Oates, The Pretenders, INXS, Bryan Adams u. v. a.)
- Peter Walsh (Simple Minds, Scott Walker, Peter Gabriel, Peter Murphy, Xymox, Yo La Tengo u. v. a.)
- Waddy Wachtel (Bob Dylan, Rolling Stones, Randy Newman, Bryan Ferry, Stevie Nicks, Robbie Williams u. v. a.)
- Nick Launay (Kate Bush, Midnight Oil, Killing Joke, Talking Heads, Silverchair, Nick Cave u. v. a.)
- Gavin MacKillop (Mae Moore, The Chills, Barenaked Ladies, Toad the Wet Sprocket u. v. a.)
- John Bee (Hoodoo Gurus, Icehouse, Divinyls u. v. a.)
- Simon Polinski (Yothu Yindi, Andy White, Paul Kelly u. v. a.)

### Musiklabel
Die Band war bei folgenden Plattenlabeln unter Vertrag:
- Parlophone/EMI Australien (1980 bis etwa 1986)
- Arista (etwa 1987 bis etwa 1994)
- Cooking Vinyl (etwa 1997 bis etwa 2008)
- Unorthodox Records (Gründung eines eigenen Labels etwa 2008)

## Soloalben und Projekte
Alle Bandmitglieder haben insgesamt mehr als ein Dutzend Soloalben veröffentlicht, wobei Steve Kilbey der Aktivste ist. Weiterhin betätigen sie sich entweder als Produzenten oder beteiligen sich als Musiker an anderen Projekten. Details darüber sind auf den Seiten der Bandmitglieder Steve Kilbey, Marty Willson-Piper und Peter Koppes nachzulesen.
Aus der Vielzahl von Projekten seien hier ein paar als Beispiel genannt:
- Hex (Projekt von Steve Kilbey und Donnette Thayer von Game Theory)
- Jack Frost (Projekt von Steve Kilbey und Grant McLennan von den Go-Betweens)
- Gilt Trip (Projekt von Steve Kilbey mit seinem Bruder Russell Kilbey)
- Isidore (Projekt von Steve Kilbey und Jeffrey Cain, ehemals Remy Zero)
- Speed of the Stars (Projekt von Steve Kilbey und Frank Kearns von Cactus World News)
- All India Radio-Frontmann Martin Kennedy arbeitet seit 2009 mit Steve Kilbey als Duo
- All About Eve (Marty Willson-Piper war Gitarrist der britischen Band für mehrere Jahre)
- Noctorum (Gemeinschaftsprojekt von Marty Willson-Piper und Andy Dare Mason)
- MOAT (Projekt von Marty Willson-Piper mit Niko Röhlcke von Weeping Willows)
- The Saints (2004 stieg Marty Willson-Piper als Gitarrist bei der australischen Gruppe ein)
- Mae Moore (Steve Kilbey als Produzent und Musiker)
- Margot Smith (Peter Koppes ist Musiker auf ihrem Album Taste, es wurde auf seinem eigenen Label Immersion Music veröffentlicht)
- Spacejunk (Tim Powles’ Studio)

## Die Musik im Film
- Donnie Darko ist ein Kultfilm aus dem Jahre 2001. Er spielt 1988 und setzt zur Unterstützung der Handlung eine Reihe von Liedern ein, die zu der Zeit aktuell waren. Darunter ist eine zwei Minuten lange Szene, während der Under the Milky Way läuft. Schnitt und Handlung des Films sind dabei geschickt auf den Song abgestimmt, wodurch das Stück wiederum die Bedeutung dieser Szene sehr gut unterstützen kann. Regisseur und Schauspieler betonen im Audio-Kommentar auf der DVD zum Film, wie gut das Lied in die Szene passt. Trotzdem wurde es im 2004 erschienenen Director’s Cut in eine andere, etwa 50 Sekunden lange Szene verlegt, in der es leise im Hintergrund im Autoradio läuft.
- Im Spielfilm The Dry – Lügen der Vergangenheit (2020) ist eine Coverversion von Under the Milky Way zu hören, die von der australischen Schauspielerin BeBe Bettencourt gesungen wird und auch Teil des Soundtracks ist.
- Im britischen Film Out of Blue (2018) erklingt gegen Ende Under the Milky Way.
- Im deutschen Roadmovie Friendship! (2010) wird Under the Milky Way mehrmals unterlegt.
- Der Indie-Film Calvin Marshall (2009) bringt einen Edit von The Unguarded Moment zu Gehör.
- A Foreign Affair (2003) nutzt eine Coverversion von Under the Milky Way, gespielt von einer Band namens Tripping Jar.
- Der australische Fernsehfilm Walking on Water (2002) verwendet Under the Milky Way nahezu komplett. Im Abspann läuft eine Coverversion des Songs von Sarah McGregor.
- Looking for Alibrandi (2000) ist ein australischer Independent-Film, in dem The Unguarded Moment fast vollständig eingebunden wird.
- Im US-Thriller Monument Ave. (1998) läuft Under the Milky Way für mehrere Minuten in einer Barszene.
- Für Tequila Sunrise (1988) steuerte die Band das Lied Unsubstantiated bei, das aber im Film nur für einen Augenblick auftaucht. Es erschien auf dem Soundtrack und wurde bisher nur dort veröffentlicht.
- Storm Riders (1982) ist ein australischer Surfer-Film, der Too Fast For You sowie mit Life Speeds Up eine B-Seite verwendet, die auch auf dem Soundtrack gelandet ist. Is This Where You Live vom Album Of Skins and Heart ist dagegen kurioserweise auf der japanischen Version des Soundtracks enthalten, aber nicht im Film.
- In der Folge Family (Staffel 3) der US-Serie Cold Case wird Under the Milky Way eingespielt.
- In der US-Serie Miami Vice wurde von dem Starfish-Album Blood Money eingebracht.
- Im US-amerikanischen Film Aristoteles und Dante entdecken die Geheimnisse des Universums (2022) erklingt etwa am Beginn des zweiten Drittels der Anfang des Liedes Reptile.